# Podoaceae
Famille
Synonymes
- Blepharocaryaceae Airy Shaw[2]
- Comocladiaceae Martynov[2]
- Julianaceae Hemsl.[2]
- Lentiscaceae Horaninow[2]
- Pistaciaceae (Marchand) Caruel.[2]
- Schinaceae Rafinesque[2]
- Vernicaceae Link[2]
- sous-famille des AnacardioideaeLink (préféré par BioLib)[2]

Les Podoaceae sont une famille de plantes dicotylédones, qui, quand elle est reconnue, comprend deux à trois genres originaires d'Asie du Sud-Est. Cette famille est plutôt fusionnée dans le famille des Anacardiaceae.

## Étymologie
Le nom vient du genre type Podoon, dérivé du grec, à partir du préfixe πουσ- / pous- ou ποδοσ / podos-, pied, et du suffixe -oon, œuf .
Cette famille a aussi été appelée Podoönaceae pour se conformer au genre type Podoon.

## Classification
Cette famille est parfois reconnue par des systèmes de taxonomie végétale, comme la classification de Dahlgren et la classification de Reveal (en) .
Les plantes de cette famille sont désormais classées dans la famille des Anacardiaceae,,,.

## Liste des genres
Selon Friedrich A. Lohmueller :
- Campnosperma (en) Thwaites, 1854
- Dobinea (en) Buch.-Ham.. ex D.Don, 1825 (Synonyme Podoön Baill., 1887)

## Liste d'espèces
Selon BioLib (6 juin 2021) :
- Genre Campnosperma
  - Campnosperma auriculatum (Blume) Hook. f.
  - Campnosperma brevipetiolata Volkens
  - Campnosperma coriaceum (Jack) Hall. f. ex Steenis
  - Campnosperma schatzii A. Randrianasolo & James S. Miller
  - Campnosperma seychellarum March.
  - Campnosperma squamatum Ridl.
- Genre Dobinea :
  - Dobinea delavayi (Baillon) Baillon
  - Dobinea vulgaris Buchanan-Hamilton ex D. Don

Selon Tropicos (6 juin 2021) :
- Genre Poddoon
  - Podoon delavayi Baill.
- Genre Campnosperma  non mentionné ici.